# Бенковац (Окучани)
Бенковац је насељено мјесто у Западној Славонији. Припада општини Окучани, у Бродско-посавској жупанији, Република Хрватска.

## Географија
Бенковац се налази око 5 км сјеверно од Окучана.

## Историја

### Други свјетски рат
Августа 1941. године изгорело је село Бенковац, срез Окучани и побијен сав народ који није успео да се склони испред усташа у шуму.
Бенковац се од распада Југославије до маја 1995. године налазио у Републици Српској Крајини. До територијалне реорганизације насеље се налазило у саставу бивше општине Нова Градишка.

## Становништво
Према попису становништва из 2011. године, насеље Бенковац је имало 120 становника.
| Националност       | 1991. | 1981. | 1971. | 1961. |
| Срби               | 175   | 186   | 275   | 277   |
| Југословени        | 6     | 52    |       |       |
| Хрвати             | 2     | 2     | 1     |       |
| остали и непознато | 6     | 5     | 1     |       |
| Укупно             | 189   | 245   | 277   | 277   |

| Демографија | Демографија | Демографија |
| Година      | Становника  | Становника  |
| ----------- | ----------- | ----------- |
| 1961.       | 277         |             |
| 1971.       | 277         |             |
| 1981.       | 245         |             |
| 1991.       | 189         |             |
| 2001.       | 171         |             |
| 2011.       |             | 120         |